# Listă de tulburări psihice
Pentru definirea diverselor tipuri de afecțiuni, specialiștii folosesc termenul „tulburare”, termen regăsit și în două dintre cele mai importante lucrări de referință din domeniile psihologiei și psihiatriei: „Manualul de diagnostic și statistică a tulburărilor mintale” (DSM) al Asociației Americane de Psihiatrie și „Clasificarea tulburărilor mintale și de comportament” (ICD) a Organizației Mondiale a Sănătății, unde tulburarea reprezintă: „un set de simptome sau comportamente recognoscibile clinic, asociate în majoritatea cazurilor, cu disconfort sau interferență în funcționarea persoanei”. Tot în lucrările de referință, sintagma care definește categoria care cuprinde toate tipurile de tulburări este de „tulburări mintale”. Clasificările în categorii distincte se fac luând în considerare perioada în care apar, cauzele sau acea funcție a organismului pe care o afectează.

## A
- Acrofobie
- ADHD
- Agorafobie
- Alexitimie
- Anorexie nervoasă
- Atac de panică
- Autism

## B
- Bulimie nervoasă
- Bipolaritate

## C
- Ciclotimie
- Cleptomanie

## D
- Delir
- Demență
- Dependență de benzodiazepine
- Dependență de cocaină
- Dependență de heroină
- Dermatilomanie
- Distimie

## F
- Fobie socială

## G
- Glosofobie

## H
- Hipersomnie

## I
- Insomnie
- Ipohondrie
- Isterie
- Iudomanie

## M
- Misofobie
- Misofonie
- Mutism selectiv

## N
- Narcolepsie
- Nevroză

## O
- Ortorexie

## P
- Parafilie
- Piromanie
- Psihoză

## S
- Schizofrenie
- Sevraj nicotinic
- Sindromul Asperger
- Sindromul de stres posttraumatic
- Sindromul Fregoli
- Sindromul Korsakoff
- Sindromul Münchausen
- Sindromul neuroleptic malign
- Sindromul Stendhal
- Sindromul Stockholm
- Sindromul studentului la medicină
- Sindromul Tourette
- Somnambulism

## T
- Tic nervos
- Tricotilomanie
- Tulburare acută de stres
- Tulburare afectivă sezonieră
- Tulburare bipolară
- Tulburare de adaptare
- Tulburare de anxietate generalizată
- Tulburare de conduită
- Tulburare de conversie
- Tulburare de depersonalizare
- Tulburare de identitate disociativă
- Tulburare de personalitate antisocială
- Tulburare de personalitate borderline
- Tulburare de personalitate dependentă
- Tulburare de personalitate evitantă
- Tulburare de personalitate histrionică
- Tulburare de personalitate narcisică
- Tulburare de personalitate paranoidă
- Tulburare de personalitate schizoidă
- Tulburare de personalitate schizotipală
- Tulburare schizofreniformă
- Tulburare depresivă majoră
- Tulburare dismorfică corporală
- Tulburare explozivă intermitentă
- Tulburare obsesiv-compulsivă
- Tulburare reactivă de atașament
- Tulburare schizoafectivă
- Tulburare de somatizare